# Functional Mock-up Interface
Das Functional Mock-up Interface (FMI) definiert eine standardisierte Schnittstelle, mit deren Hilfe verschiedene Simulationssoftware gekoppelt werden können.

## Beschreibung
Die Idee, die hinter FMI steckt, ist folgende: Wenn das reale Produkt aus einer Vielzahl von Komponenten aufgebaut ist, die auf komplexe Weise interagieren und von einer Reihe komplexer physikalischer Gesetze gesteuert werden, dann sollte es auch möglich sein, ein virtuelles Produkt zu erstellen, bestehend aus einer Anzahl von verschiedenen physikalischen (Software-)Modellen.
Ein Beispielmodell anhand eines Fahrzeugs könnte wie folgt aussehen:
- Software A liefert den Motor
- Software B liefert das Getriebe
- Software C liefert die Kontrollelemente
- Software D liefert …

Durch FMI lassen sich diese Modelle unterschiedlicher Software einfach koppeln und zu einem Gesamtmodell zusammensetzen.
Zur Erstellung des FMI-Standards hat eine große Anzahl von Software-Unternehmen und Forschungszentren in einem Kooperationsprojekt im Rahmen eines europäischen Konsortiums, das von Dassault Systèmes unter dem Namen MODELISAR durchgeführt wurde, zusammengearbeitet. Das MODELISAR-Projekt begann im Jahr 2008 mit der Definition der FMI-Spezifikationen, lieferte Technologiestudien, bewies das FMI-Konzept durch Use Cases, die von Konsortiumspartnern ausgearbeitet wurden, und ermöglichte Tool-Anbietern die Erstellung fortgeschrittener Prototypen oder in einigen Fällen sogar marktreife Produkte.
Die vier erforderlichen Aspekte zur Erstellung FMI-kompatibler Modelle wurden im Modelisar-Projekt wie folgt definiert:
- FMI for model exchange,
- FMI for co-simulation,
- FMI for applications,
- FMI for PLM (Integration von Modellen und den zugehörigen Daten in Produkt-Lebenszyklus-Management).

In der Praxis erlaubt die Implementierung von FMI mithilfe eines Software-Modellierungs-Tools die Erstellung von Simulationsmodellen, die miteinander gekoppelt werden können. Eine weitere Möglichkeit bietet die Erstellung einer Software-Bibliothek namens FMU (Functional Mock-up Unit).

## Lizenz
Die FMI-Spezifikationen werden als Open-Source-Lizenzen zur Verfügung gestellt:
- Die Spezifikationen sind unter CC-BY-SA (Creative Commons Attribution-Share Alike 4.0 Unported) lizenziert
- Die C-Header- und XML-Schema-Dateien sind unter der BSD-Lizenz[2] verfügbar.

## Architektur
Jedes FMU-Modell (FMU = functional mock-up unit) wird als .zip-Datei mit der Erweiterung „.fmu“ zur Verfügung gestellt, die Folgendes enthält:
- eine XML-Datei, die unter anderem die Definition der Variablen beschreibt, die von der FMU genutzt werden;
- alle Formeln, die in einem Modell genutzt werden (definiert als C-Funktionen);
- optionale weitere Daten wie Parametertabellen, die Benutzeroberfläche, Dokumentation, die von dem Modell benötigt werden etc.

## Beispiel
Hier ein Beispiel einer FMI-Modelbeschreibung in Modelica:
```
<?xml version="1.0" encoding="UTF8"?>

<fmiModelDescription

  
fmiVersion=
"1.0"

  
modelName=
"ModelicaExample"

  
modelIdentifier=
"ModelicaExample_Friction"

...

  
<UnitDefinitions
>

     
<BaseUnit
 
unit=
"rad"
>

        
<DisplayUnitDefinition
 
displayUnit=
"deg"
 
gain=
"23.26"
/>

     
</BaseUnit>

  
</UnitDefinitions>

  
<TypeDefinitions>

     
<Type
 
name=
"Modelica.SIunits.AngularVelocity"
>

        
<RealType
 
quantity=
"AngularVelocity"
 
unit=
"rad/s"
/>

     
</Type>

  
</TypeDefinitions>

  
<ModelVariables>

     
<ScalarVariable

        
name=
"inertia1.J"

        
valueReference=
"16777217"

        
description=
"Moment of inertia"

        
variability=
"parameter"
>

        
<Real
 
declaredType=
"Modelica.SIunits.Torque"
 
start=
"1"
/>

     
</ScalarVariable>

...

  
</ModelVariables>

</fmiModelDescription>

```

## Software
FMI wird von folgender Software unterstützt:
- Adams – High end multibody dynamics simulation software from MSC Software
- AMESim – Simulation software for the modeling and analysis of multi-domain systems from Siemens
- ASIM – AUTOSAR Builder from Dassault Systèmes
- Atego Ace  – Co-simulation environment with AUTOSAR and HIL support
- CANape –  Development software widely used by automotive OEMs and ECU suppliers is used to calibrate algorithms in ECUs at run time.[4]
- CANoe – Comprehensive software tool for development, test and analysis of entire ECU networks and individual ECUs
- CarMaker – Simulation software for virtual test driving from IPG Automotive
- CATIA V6R2012 – Environment for Product Design and Innovation, including systems engineering tools based on Modelica, by Dassault Systèmes
- Cybernetica CENIT – Industrial product for nonlinear Model Predictive Control (NMPC) from Cybernetica
- Cybernetica ModelFit – Software for model verification, state and parameter estimation, using logged process data. By Cybernetica
- Control Build – Environment for IEC 61131-3 control applications from Dassault Systèmes
- CosiMate – Co-simulation Environment from ChiasTek
- DSHplus – Fluid power simulation software from FLUIDON
- dSPACE SystemDesk (Erstellung von FMI-kompatiblen virtuellen ECUs von dSPACE)[5]
- dSPACE VEOS (Offline-Simulationsplattform von dSPACE)[6]
- Dymola 7.4 – Modelica environment from Dassault Systèmes
- DYNA4 – Simulation framework for managing and running virtual test drive simulation models from Vector[7]
- Eclipse 4diac – Open Source Umgebung für Steuerungsanwendungen nach IEC 61499
- Flownex SE – 0D-/1D-CFD software tool for system simulation
- FMI Add-In for Excel – Batch simulation of FMUs in Microsoft Excel
- FMI Library – C library for importing FMUs in custom applications
- FMI Bench – FMI and SSP-based Integration Platform from PMSF[8]
- FMU compliance checker – Software for verifying FMI standard compliance of FMUs
- FMU Trust Centre – cryptographic protection and signature of models including their safe PLM storage; secure authentication and authorization for protected (co-)simulation
- FMU SDK – FMU Software Development Kit from QTronic
- GT-SUITE – Multi-Physics Simulation Platform for Powertrain and Vehicle Systems
- Hopsan – Distributed system simulation tool using the TLM method
- ICOS Independent Co-Simulation – independent co-simulation environment from Virtual Vehicle Research Center
- JModelica.org – Open source Modelica environment from Modelon
- LabVIEW  – Graphical programming environment for measurement, test, and control systems from National Instruments
- MapleSim – via the MapleSim Connector for FMI from Maplesoft
- MasterSim – Open-source reference implementation of an FMI Co-Simulation master supporting version 2.0 rollback functionality (webpage/project page)
- Matlab  – via FMI Toolbox from Modelon or via the FMU Export from Simulink from Dassault Systèmes or via the (free) Simulink support package in Simulink 18B
- Model.CONNECT – neutral model integration and co-simulation platform from AVL List GmbH
- MWorks 2.5 – Modelica environment from Suzhou Tongyuan
- NI VeriStand – Real-Time Testing and Simulation Software from National Instruments
- OpenModelica – Open source Modelica environment from OSMC
- OPTIMICA Studio – Modelica environment from Modelon
- Scilab – Open Source Matlab alternative[9]
- PROVEtech:RE[10] – Test platform for ECU verification from Akkodis
- Python – via PyFMI from Modelon, also available as part of JModelica.org
- Silver 2.0 – Virtual integration platform for Software in the Loop from QTronic
- SIMIT – Simulation Plattform via SIMIT Component Type Editor
- SIMPACK 9 – High end multi-body simulation software from SIMPACK AG
- SimulationX – Modelica environment from ITI
- Simulink – via Dymola 7.4 using Real-Time Workshop
- Simulink – via @Source
- Simulink – via FMI Toolbox from Modelon
- Simulink – als FMU-Target für den Simulink-Codegenerator[11]
- TISC – Co-simulation environment from TLK-Thermo
- TWT Co-Simulation Framework – Communication layer tool to flexibly plug together models for performing a co-simulation; front-end for set-up, monitoring and post-processing included
- TWT Matlab/Simulink FMU Interface – FMI-compatible plug-and-play interface to Matlab/Simulink, available as an integrated block
- VECU-BUILDER – Software tool from ETAS for creation and test of virtual ECUs
- Vertex – Modelica environment from deltatheta
- Virtual.Lab Motion – Virtual.Lab Motion is a high end multi body software from LMS International
- xMOD – Heterogeneous model integration environment & virtual instrumentation and experimentation laboratory from IFPEN distributed by D2T.

## Begleitende Standards und Empfehlungen
Die Projektgruppe Smart Systems Engineering (SmartSE) des ProSTEP iViP Vereins hat im Mai 2014 die Empfehlung PSI 11 zum unternehmensübergreifenden Austausch von Verhaltensmodellen herausgegeben. FMI stellt dabei die technologische Basis dar. Die PSI 11 spezifiziert dazu Interaktionsszenarien, Anwendungsfälle, einen Referenzprozess sowie Templates, die die praktische Anwendung in der Industrie erleichtern sollen. Ende 2016 hat die Gruppe auch einen Film herausgegeben, der die Vorteile der FMI-Anwendung auf dieser Basis anschaulich erläutern soll.
Die Modelica Association hat neben dem FMI Standard auch den SSP Standard zum Austausch von verschalteten Simulationssystemen und deren Parametrierung veröffentlicht. Dieser baut auf FMI als Standard für atomare Komponenten auf. Ebenso hat die Modelica Association den DCP Standard als standardisiertes Protokoll für verteilte Co-Simulation veröffentlicht, der insbesondere auch die verteilte Simulation von FMUs als eine Option unterstützt.